# Corazón (canção)
Corazón é uma canção da cantora brasileira Claudia Leitte em parceria com o cantor porto-riquenho Daddy Yankee. Foi lançada pela Roc Nation nas plataformas de download digital em 17 de dezembro de 2015.

## Antecedentes
Em 11 de dezembro de 2015, Claudia Leitte reuniu a imprensa brasileira na sede do Twitter em São Paulo para anunciar seus planos para o Carnaval de 2016, incluindo o anúncio em primeira mão da canção. De acordo com Leitte, a canção surgiu em dezembro de 2013 durante uma viagem da cantora a Nova Iorque: "Fui para nova York em dezembro de 2013 e isso mudou a minha cabeça, comecei a me expandir. E aí recebi 'Corazón', mas ainda estava com medo. O que é normal, quem não tem medo na vida? Mas quando comecei a imaginar o cavaquinho, os tambores e a Bahia na música consegui relaxar". A canção foi composta na língua espanhola por Antonio Rayo Gibo, Beatriz Luengo, Yotuel Romero, Raymond Ayala e Derrus Rachel.

## Lançamento
Foi lançada em 17 de dezembro de 2015 em plataformas digitais de vendas e streamings de músicas. Foi lançada nas rádios do Brasil no dia 7 de janeiro de 2016. Em 22 de janeiro, foi lançado um lyric video da canção na página oficial da cantora no Facebook. O vídeo alcançou mais de 3 milhões de visualizações em quatro dias.

## Promoção
A primeira apresentação televisionada aconteceu no The Voice Brasil no mesmo dia de seu lançamento. Daddy Yankee viajou para o Brasil especialmente para gravar o videoclipe e participar da promoção em programas de televisão. Nos dias 7 e 8 de janeiro de 2016, Claudia divulgou a canção em diversas rádios de Salvador, como a Rádio Sociedade da Bahia, Piatã FM, Baiana FM, Itapoan FM, Rádio Excelsior da Bahia e Transamérica Pop Salvador. No dia 12 de janeiro, Claudia promoveu o single na Transamérica Pop Rio e na Rádio Mania FM no Rio de Janeiro. Leitte realizou a primeira performance radiofônica da canção durante um pocket show na Rádio Mania FM. Em 16 de janeiro, Claudia apresentou a canção no programa Altas Horas sem a presença de Daddy Yankee. No dia 23 de janeiro, Claudia e Daddy Yankee apresentaram a canção no Caldeirão do Huck. Em 18 de maio é entrevistada pelo programa The Noite com Danilo Gentili, divulgando a faixa. Em 30 de maio canta uma versão acústica em parceria com Ivete Sangalo durante o Superbonita.

## Desempenho comercial
Após seu lançamento, a canção rapidamente alcançou a primeira posição na iTunes Store brasileira.

## Recepção da crítica
O portal Pure Break elogiou o single definindo-o como "explosivo". Mauro Ferreira do portal Notas Musicais  avaliou o single com duas estrelas de cinco. Ferreira observou que a voz de Leitte foi abafada pela batida da canção. O espanhol da cantora foi bem elogiado pelo crítico.

## Videoclipe
O videoclipe foi rodado na Praia Vermelha na cidade do Rio de Janeiro entre os dias 15 e 16 de dezembro de 2015. As gravações ocorreram dentre 10 às 23 horas. O renomado estilista Giovanni Frasson foi o responsável por todo o figurino de Claudia no videoclipe. Durante sua participação na Baiana FM em 8 de janeiro de 2016, Leitte adiantou detalhes sobre o videoclipe, o definindo como o mais sexy de sua carreira.
No dia 25 de janeiro, Claudia anunciou em sua página oficial no Twitter que o videoclipe será lançado no dia 28 de janeiro. Além do anúncio, foram divulgadas duas imagens do videoclipe nas redes sociais da cantora. No dia seguinte, o site oficial da cantora entrou em contagem regressiva para o lançamento do videoclipe. Um making-of de 31 segundos foi divulgado no mesmo dia nas redes sociais. O portal Glamurama divulgou uma foto exclusiva do videoclipe clicada por Rachel Tanugi Ribas e anunciou que o videoclipe foi dirigido por Marcos Mello, diretor pioneiro em fashion film no Brasil.
Durante uma entrevista para Guilherme Samora da Revista QUEM Acontece, Leitte revelou que o conceito do clipe "é a história de amor platônico entre uma mulher e um homem". Leitte revelou que se inspirou nas mulheres de Jorge Amado nos tempos atuais, definindo a personagem interpretada no videoclipe como "brasileira, baiana de pé no chão, mas ao mesmo tempo com um visual mais moderno". Para os figurinos, Leitte desejou algo "moderno, mas, ao mesmo tempo, brejeiro e sensual".
O videoclipe foi lançado no dia 28 de janeiro de 2016 em seu canal na VEVO, alcançando 1 milhão de visualizações em menos de 36 horas.

## Formatos e faixas
| Download digital |                                          |                                                                            |         |  |
| N.º              | Título                                   | Compositor(es)                                                             | Duração |  |
| 1.               | "Corazón" (participação de Daddy Yankee) | Antonio Rayo Gibo Beatriz Luengo Yotuel Romero Raymond Ayala Derrus Rachel | 4:04    |  |

| EP  |                                                |                                                                            |         |  |
| N.º | Título                                         | Compositor(es)                                                             | Duração |  |
| 1.  | "Corazón" (participação de Daddy Yankee)       | Antonio Rayo Gibo Beatriz Luengo Yotuel Romero Raymond Ayala Derrus Rachel |         |  |
| 2.  | "Pegada do Guetho" (com Igor Kannário)         |                                                                            |         |  |
| 3.  | "Shiver Down My Spine" (Remix) (part. J.Perry) | Claudia Leitte RØMANS                                                      |         |  |
| 4.  | "Matimba"                                      | Luciano Pinto Fábio Alcântara Claudia Leitte Duller Samir                  |         |  |
| 5.  | "Cartório"                                     | Tierry Coringa Magno Sant'Anna                                             |         |  |
| 6.  | "Dekolê (Dekole)" (part. J.Perry)              | Antenor Heve Jonathan Perry Jean Leonard Tout Puissant versão: Leitte      |         |  |
| 7.  | "Portuñol" (part. Beto Perez)                  |                                                                            |         |  |
| 8.  | "Largadinho"                                   | Duller Alcântara Samir                                                     |         |  |
| 9.  | "Pancadão Frenético" (part. Wesley Safadão)    | Maya Black Farofa                                                          |         |  |
| 10. | "Te Ensinei Certin" (com Ludmilla)             | Jhama                                                                      |         |  |
| 11. | "Sou Dessas" (com Valesca Popozuda)            | Wallace Viana                                                              |         |  |
| 12. | "Foragido" (part. Edson Gomes)                 | Coringa Sant'Anna Leitte                                                   |         |  |
| 13. | "Black Man"                                    | Carlinhos Conceição Rubinho Silvio Mury                                    |         |  |
| 14. | "GPS"                                          | Carlinhos Brown Alex-ci                                                    |         |  |
| 15. | "Seu Ar"                                       | Tatau Xixinho                                                              |         |  |
| 16. | "Salvador"                                     | Filho Cerqueira Bernardo                                                   |         |  |
| 17. | "Claudinha Bagunceira"                         | Tatau Xininho                                                              |         |  |
| 18. | "Abraço Coletivo"                              | Coringa Samir                                                              |         |  |
| 19. | "Signs"                                        | Andrew Frampton Steve Kipner Danny O'Donoghue Mark Sheehan                 |         |  |

## Prêmios e indicações
Lista de prêmios e indicações pela canção Corazón.
| Ano  | Premiação               | Categoria     | Resultado | Ref.   |
| ---- | ----------------------- | ------------- | --------- | ------ |
| 2016 | Prêmio Youtube Carnaval | Melhor Música | Venceu    | [ 24 ] |

## Certificações
| Brasil                        | Platina | 40.000^ |
| ^ Baseado em número de vendas |         |         |

## Histórico de lançamento
| Região | Data                   | Formato(s)       |
| ------ | ---------------------- | ---------------- |
| Brasil | 17 de dezembro de 2015 | download digital |
| Brasil | 2 de janeiro de 2016   | CD single        |